# 付向东
付向东（1957年11月7日—），中华人民共和国教育部长江学者讲座教授，原加州大学圣地亚哥分校细胞与分子医学教授，美国先进科学协会会员，现任西湖大学生命科学院教授。